# 巴蘭德勞山
42°22′11″N 2°13′10″E / 42.36972°N 2.21944°E

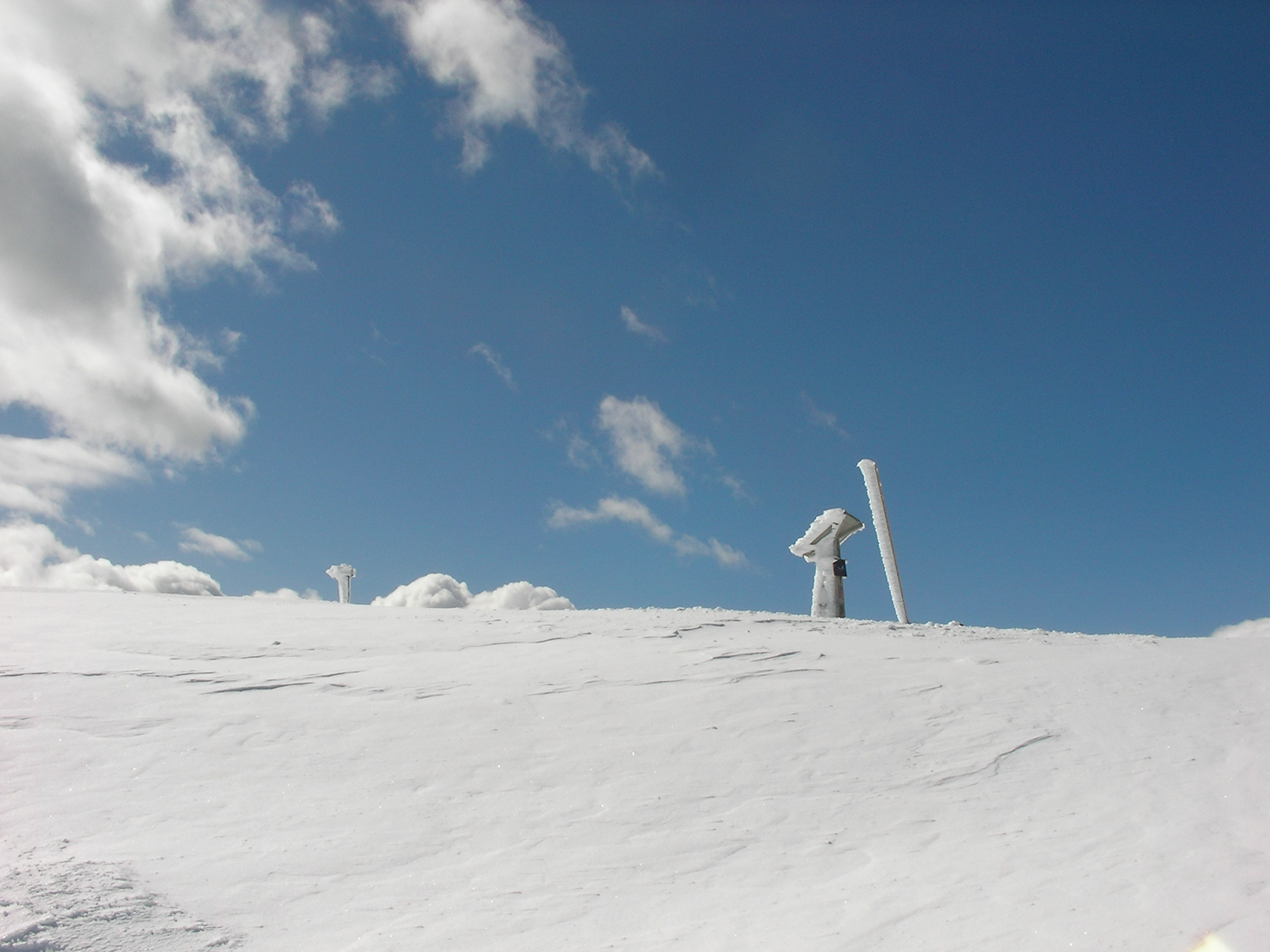

巴蘭德勞山，是西班牙的山峰，位於該國東北部加泰羅尼亞，處於赫羅納省，屬於比利牛斯山的一部分，該山峰海拔高度為2,585米。